# Alessandro Brenci
Alessandro Brenci (Acquapendente, 10 marzo 1894 – Acquapendente, 22 gennaio 1970) è stato un ingegnere, politico e antifascista italiano, decorato di medaglia d'oro al valor militare a vivente nel corso della prima guerra mondiale.

## Biografia
Nacque ad Acquapendente, provincia di Viterbo, il 10 marzo 1894, figlio di Giuseppe e di Giulia Celli. Studente presso la facoltà di ingegneria dell'università di Roma interrompe gli studi per arruolarsi volontario nel Regio Esercito nel 1914. Dopo aver frequentato un corso per allievi ufficiali di complemento nell'aprile 1915 diviene sottotenente dell'arma di fanteria, assegnato in servizio presso il 94º Reggimento fanteria. Alla data dell'inizio della guerra con l'Impero austro-ungarico, il 24 maggio 1915 valica il confine italiano per addentrarsi in territorio nemico. Comandante del plotone esploratori, in seguito alle brillanti azioni di guerra a Monfalcone e sul monte Cosich (24-30 giugno 1915) viene decorato con una medaglia d'argento al valor militare. Nel dicembre di quell'anno è insignito di una prima una medaglia di bronzo al valor militare a Santa Lucia, e promosso tenente nel maggio 1916 ottiene una seconda medaglia di bronzo al valor militare a Zagara, il 16 agosto.
Assunto il comando della 8ª Compagnia, il 3 maggio 1917, nella zona di Vertojba, ricevette un encomio solenne, tramutato poi in croce di guerra al valor militare, e in giugno la promozione a capitano per merito di guerra. Un mese dopo, al comando di un gruppo di volontari sulla Sella dl Dol, viene gravemente ferito ad una gamba da una bomba a mano e nonostante la ferita guida una decisa reazione ad un attacco nemico. Condotto al posto di medicazione una volta terminato il combattimento subì l'amputazione del piede, e con  Decreto Luogotenenziale del 3 gennaio 1918 gli venne concessa la medaglia d'oro al valor militare a vivente. Collocato in congedo assoluto per la conseguente invalidità nel marzo 1920, nel dicembre dello stesso anno conseguì presso l'Ateneo romano la laurea in ingegneria civile, e nel 1921 entra come ispettore alle Ferrovie dello stato. Organizzatore dei reduci di guerra cattolici fin dal 1917 viene eletto deputato alle elezioni del 1924 della XXVII Legislatura. Per la sua partecipazione alla secessione dell'Aventino è dichiarato decaduto dal mandato politico nel novembre 1926 per atto del Governo. Nel dicembre 1929, dimesso d'autorità dall'impiego per il suo antifascismo, si ritira a vita privata, dedicandosi alla libera professione. Entrato di diritto alla Consulta nazionale nel 1946 e riammesso nel 1949 nell’Amministrazione Ferroviaria con il grado di ispettore capo, prestandovi servizio fino al collocamento a riposo. Si spegne ad Acquapendente il 22 gennaio 1970.

### Fonti
1. 1 2 3 4 5 6 7 8 9 10 11 12  Combattenti Liberazione.
2. ↑  Carolei, Greganti, Modica 1968, p. 92.
3. 1 2  Coltrinari, Ramaccia 2018, p. 94.
4. 1 2  Coltrinari, Ramaccia 2018, p. 95.
5. ↑  Registrato alla Corte dei conti il 19 agosto 1963, registro 54, foglio 301.